# Josef Grzimek
Josef Grzimek (ur. 10 listopada 1905 w Oberglogau, zm. 18 lutego 1950) – zbrodniarz nazistowski, SS-Hauptscharführer, komendant kilku hitlerowskich obozów pracy na terytorium okupowanej Polski.
Wziął udział w Operacji Tannenberg. Od marca do grudnia 1942 był komendantem obozu pracy dla Żydów (Judenlager) w Jaktorowie. Następnie identyczną funkcję pełnił w obozach w Rawie Ruskiej (od grudnia 1942 do połowy marca 1943), Lwowie (od marca do lipca 1943), Złoczowie (lipiec 1943) i Bolechowie (sierpień 1943). Od 1 grudnia 1943 do sierpnia 1944 Grzimek był dowódcą ukraińskiej kompanii strażniczej w obozie w Szebniach. Brał tu udział w masowych egzekucjach na terenie lasu w Dobrucowej, w których zginęło przez rozstrzelanie około 1600 osób. Grzimek kierował również akcją palenia ciał ofiar na specjalnych rusztach zbudowanych z torów kolejowych.
Po zakończeniu wojny został osądzony za swoje zbrodnie przez polski sąd w Warszawie i 29 stycznia 1949 skazany na karę śmierci. Wyrok wykonano przez powieszenie 18 lutego 1950.